# Stadion AKS-u Niwka Sosnowiec
Stadion AKS-u Niwka Sosnowiec – stadion piłkarski w Sosnowcu (w dzielnicy Niwka), w Polsce. Obiekt może pomieścić 1000 widzów (z czego 300 miejsc jest siedzących). Swoje spotkania rozgrywają na nim piłkarze klubu AKS Górnik Niwka Sosnowiec.
Boisko w Niwce, przy ujściu Bobrka do Białej Przemszy powstało jeszcze przed II wojną światową. Po wojnie patronem AKS-u Niwka została kopalnia Niwka-Modrzejów, a klub trafił do zrzeszenia „Górnik” (stąd do 2001 roku w nazwie klubu istniało słowo „Górnik”; w 2017 roku, na jubileusz 100-lecia klubu słowo to ponownie pojawiło się w jego nazwie). W latach 1971–1976 oraz 1984–1985 obiekt gościł występy piłkarzy Górnika Niwka w II lidze. W 1971 roku na meczu z Lechem Poznań padł rekord frekwencji (20 tys. widzów). Dzięki wsparciu kopalni udało się rozbudować obiekt, m.in. powstała zadaszona trybuna główna po stronie wschodniej; obok stadionu wybudowano również halę sportową. Po transformacji ustrojowej kopalnia przestała sponsorować klub, który popadł w problemy finansowe. W 2004 roku niszczejący stadion przejęło miasto, a zarząd nad obiektem objął Miejski Ośrodek Sportu i Rekreacji. W 2007 roku rozebrano starą trybunę, a w jej miejscu postawiono skromne, niezadaszone trybuny z plastikowymi krzesełkami, mogące pomieścić 300 widzów.